# Lawton (Dakota Północna)
Lawton – miasto w Stanach Zjednoczonych, w stanie Dakota Północna, w hrabstwie Ramsey.